# Jeuxey
Jeuxey [ʒøsɛ]  est une commune française située dans le département des Vosges, en région Grand Est.

## Géographie

### Localisation
Jeuxey est une commune limitrophe d'Épinal.
Elle se trouve dans l'Aire d'attraction d'Épinal, dans l'unité urbaine d'Épinal, ainsi que dans la zone d'emploi et dans le bassin de vie de cette ville

### Communes limitrophes
Les communes limitrophes sont  Deyvillers, Dogneville, Longchamp et Épinal.

### Géologie et relief
La superficie de la commune est de 8,49 km2 ; son altitude varie de 315  à   420 mètres.

### Hydrographie

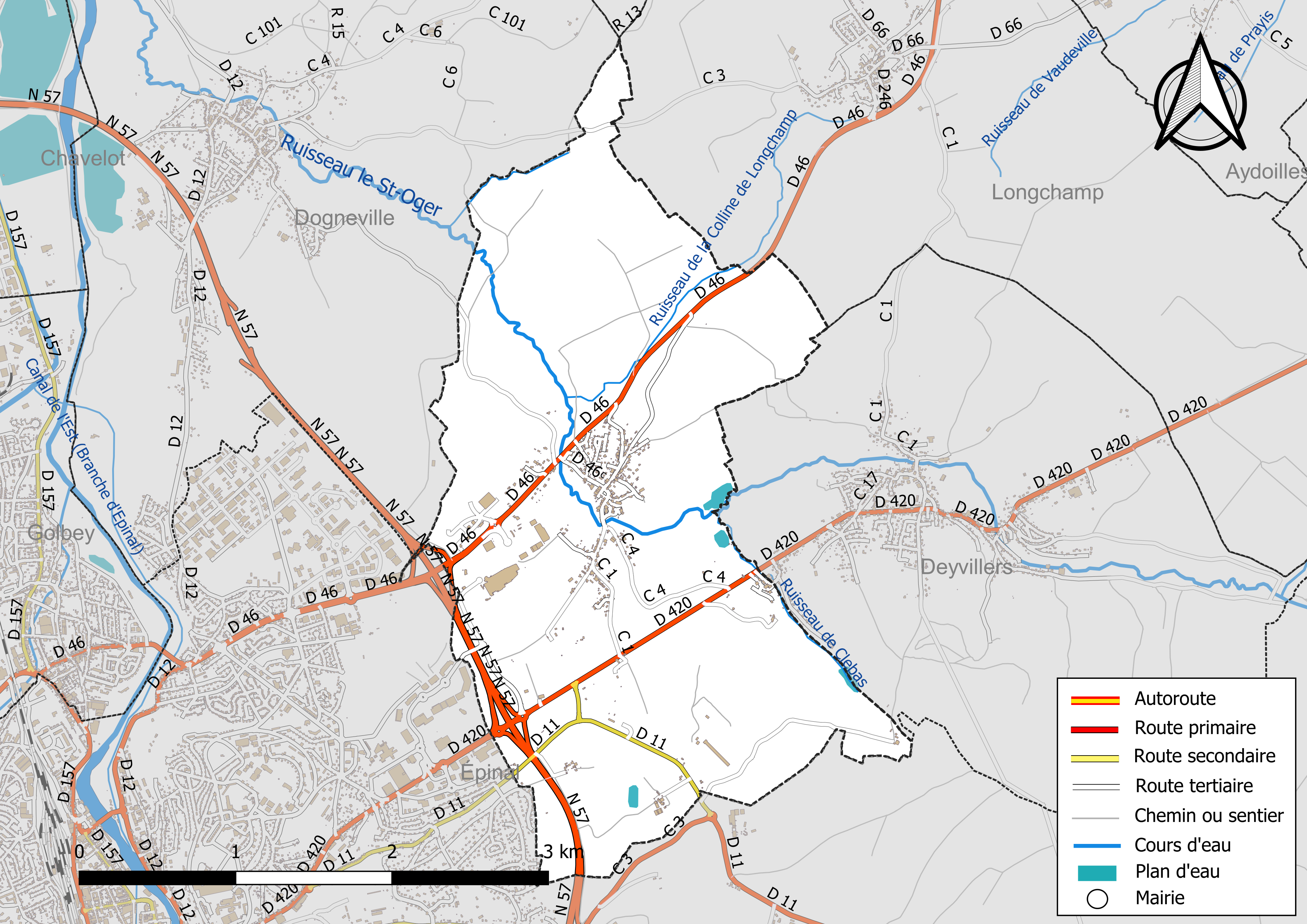
Carte des réseaux hydrographique et routier de Jeuxey.

La commune est située dans le bassin versant du Rhin au sein du bassin Rhin-Meuse.
Elle est drainée par le ruisseau le Saint-Oger, le ruisseau de Clebas, le ruisseau de la Colline de Longchamp et le ruisseau de Neulson,.
Le ruisseau le Saint-Oger, d'une longueur totale de 17,4 km, prend sa source dans la commune de La Baffe et se jette dans la Moselle à Thaon-les-Vosges, après avoir traversé sept communes.
La qualité des eaux de baignade et des cours d’eau peut être consultée sur un site dédié géré par les agences de l’eau et l’Agence française pour la biodiversité.

### Climat
Pour des articles plus généraux, voir Climat du Grand Est et Climat des Vosges.
En 2010, le climat de la commune est de type climat de montagne, selon une étude du Centre national de la recherche scientifique s'appuyant sur une série de données couvrant la période 1971-2000. En 2020, Météo-France publie une typologie des climats de la France métropolitaine dans laquelle la commune est exposée à un climat semi-continental et est dans une zone de transition entre les régions climatiques « Lorraine, plateau de Langres, Morvan » et « Vosges ».
Pour la période 1971-2000, la température annuelle moyenne est de 9,5 °C, avec une amplitude thermique annuelle de 16,9 °C. Le cumul annuel moyen de précipitations est de 1 055 mm, avec 13,2 jours de précipitations en janvier et 10,2 jours en juillet. Pour la période 1991-2020, la température moyenne annuelle observée sur la station météorologique de Météo-France la plus proche, « Épinal », sur la commune de Dogneville à 3 km à vol d'oiseau, est de 10,3 °C et le cumul annuel moyen de précipitations est de 907,0 mm. 
La température maximale relevée sur cette station est de 39,3 °C, atteinte le 25 juillet 2019 ; la température minimale est de −18,9 °C, atteinte le 12 janvier 1987,,.
Les paramètres climatiques de la commune ont été estimés pour le milieu du siècle (2041-2070) selon différents scénarios d'émission de gaz à effet de serre à partir des nouvelles projections climatiques de référence DRIAS-2020. Ils sont consultables sur un site dédié publié par Météo-France en novembre 2022.

## Urbanisme

### Typologie
Au 1er janvier 2024, Jeuxey est catégorisée ceinture urbaine, selon la nouvelle grille communale de densité à sept niveaux définie par l'Insee en 2022.
Elle appartient à l'unité urbaine d'Épinal, une agglomération intra-départementale regroupant douze  communes, dont elle est une commune de la banlieue,,.
Par ailleurs la commune fait partie de l'aire d'attraction d'Épinal, dont elle est une commune de la couronne,. Cette aire, qui regroupe 118 communes, est catégorisée dans les aires de 50 000 à moins de 200 000 habitants,.

### Occupation des sols

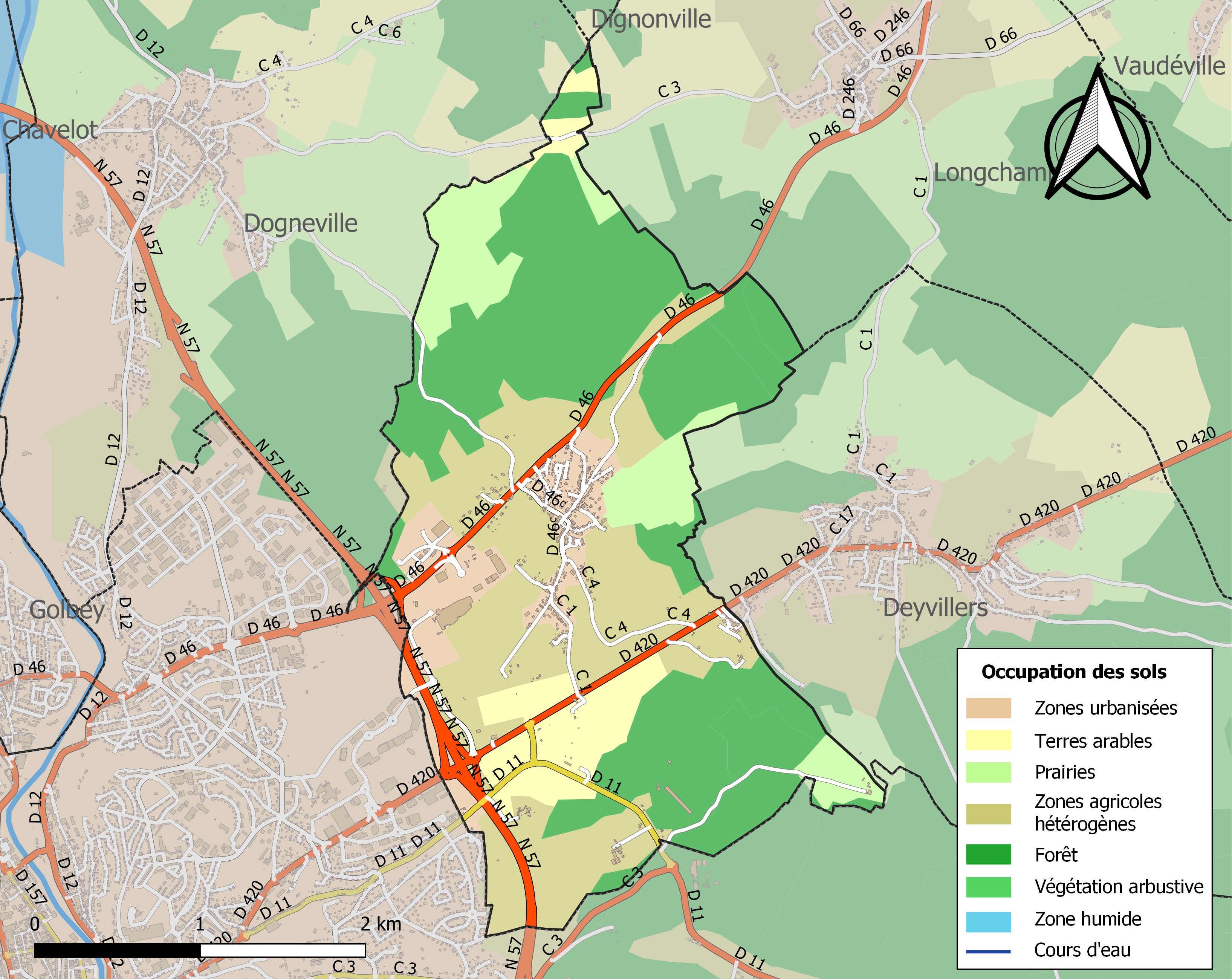
Carte des infrastructures et de l'occupation des sols de la commune en 2018 (CLC).

L'occupation des sols de la commune, telle qu'elle ressort de la base de données européenne d’occupation biophysique des sols Corine Land Cover (CLC), est marquée par l'importance des territoires agricoles (48,8 % en 2018), en diminution par rapport à 1990 (54,1 %).
La répartition détaillée en 2018 est la suivante : forêts (40,7 %), zones agricoles hétérogènes (31,2 %), prairies (9,6 %), terres arables (8 %), zones industrielles ou commerciales et réseaux de communication (6 %), zones urbanisées (4,2 %), espaces verts artificialisés, non agricoles (0,4 %).
L'évolution de l’occupation des sols de la commune et de ses infrastructures peut être observée sur les différentes représentations cartographiques du territoire : la carte de Cassini (XVIIIe siècle), la carte d'état-major (1820-1866) et les cartes ou photos aériennes de l'IGN pour la période actuelle (1950 à aujourd'hui).

### Habitat et logement
En 2021, le nombre total de logements dans la commune était de 356, alors qu'il était de 340 en 2016 et de 321 en 2011.
Parmi ces logements, 90,5 % étaient des résidences principales, 2,8 % des résidences secondaires et 6,7 % des logements vacants. Ces logements étaient pour 69,8 % d'entre eux des maisons individuelles et pour 29,9 % des appartements.
Le tableau ci-dessous présente la typologie des logements à Jeuxey en 2021 en comparaison avec celle des Vosges et de la France entière. Une caractéristique marquante du parc de logements est ainsi la faible proportion des résidences secondaires et logements occasionnels (2,8 %) par rapport au département (10,1 %) et à la France entière (9,7 %).
| Typologie                                               | Jeuxey | Vosges | France entière |
| ------------------------------------------------------- | ------ | ------ | -------------- |
| Résidences principales (en %)                           | 90,5   | 78,9   | 82,2           |
| Résidences secondaires et logements occasionnels (en %) | 2,8    | 10,1   | 9,7            |
| Logements vacants (en %)                                | 6,7    | 11     | 8,1            |

## Toponymie
Le nom de la localité est attesté sous les formes Dominicus de Ginerceis pour Giverceis (1160) ; Geuexey (1332) ; Jubescei (1396) ; Jubesci (1396) ; Jeuexey (1413) ; Geuixey (1420) ; Juessey (1447) ; Jacquot de Jusxey (1450) ; Geucitey (1461) ; G. de Juessey (XVe siècle) ; Juexey (1504) ; Jussey (1570) ; Jeuxey (1594) ; Ieussey (1656) ; Jussey ou Juxey (1753) ; Jeuxeium (1768) ; Seuxey (an II).

Le -x- se prononçait autrefois « ch » [ʃ], selon des témoignages recueillis par Albert Dauzat et équivaut à deux -ss- et se prononce donc [s] dans les années 2010.
Son nom est probablement issu de jukk (hauteur boisée) et du suffixe diminutif -icos.

## Histoire

### Préhistoire
Le site était occupé dans la Préhistoire : on y a découvert en 1948 une hache en quartzite[réf. nécessaire].

### Ancien Régime
Avant la Révolution, Jeuxey, Jeuxeium, Juxey, dépendait directement du duc de Lorraine. Les chanoinesses d’Épinal possédaient des droits et biens. La Commanderie de Robécourt avait également des terres sur le ban de Jeuxey.
Au spirituel, l’église de Jeuxey était une annexe de Dogneville et dépendait de la cure d’Épinal, doyenné d’Épinal, Diocèse de Toul. Elle est sous le patronage de sainte Menne. Le Chapitre d'Épinal avait droit de patronage et percevait les dîmes. L’église actuelle a été construite en 1845.

### Époque contemporaine

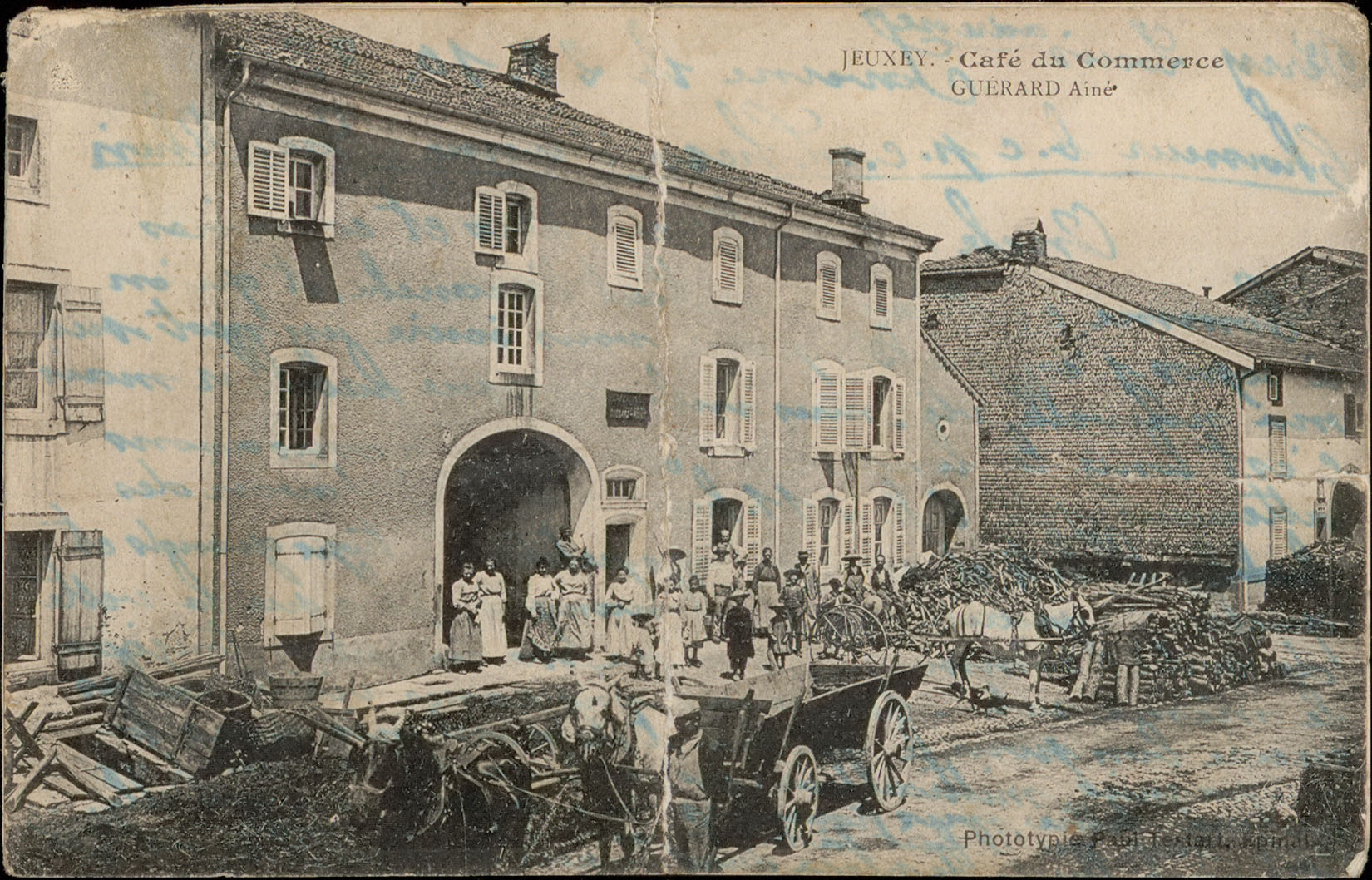
Carte postale ancienne de Paul Testart, montrant la Café du Commerce de Jeuxey au tout début du XXe siècle".

## Politique et administration

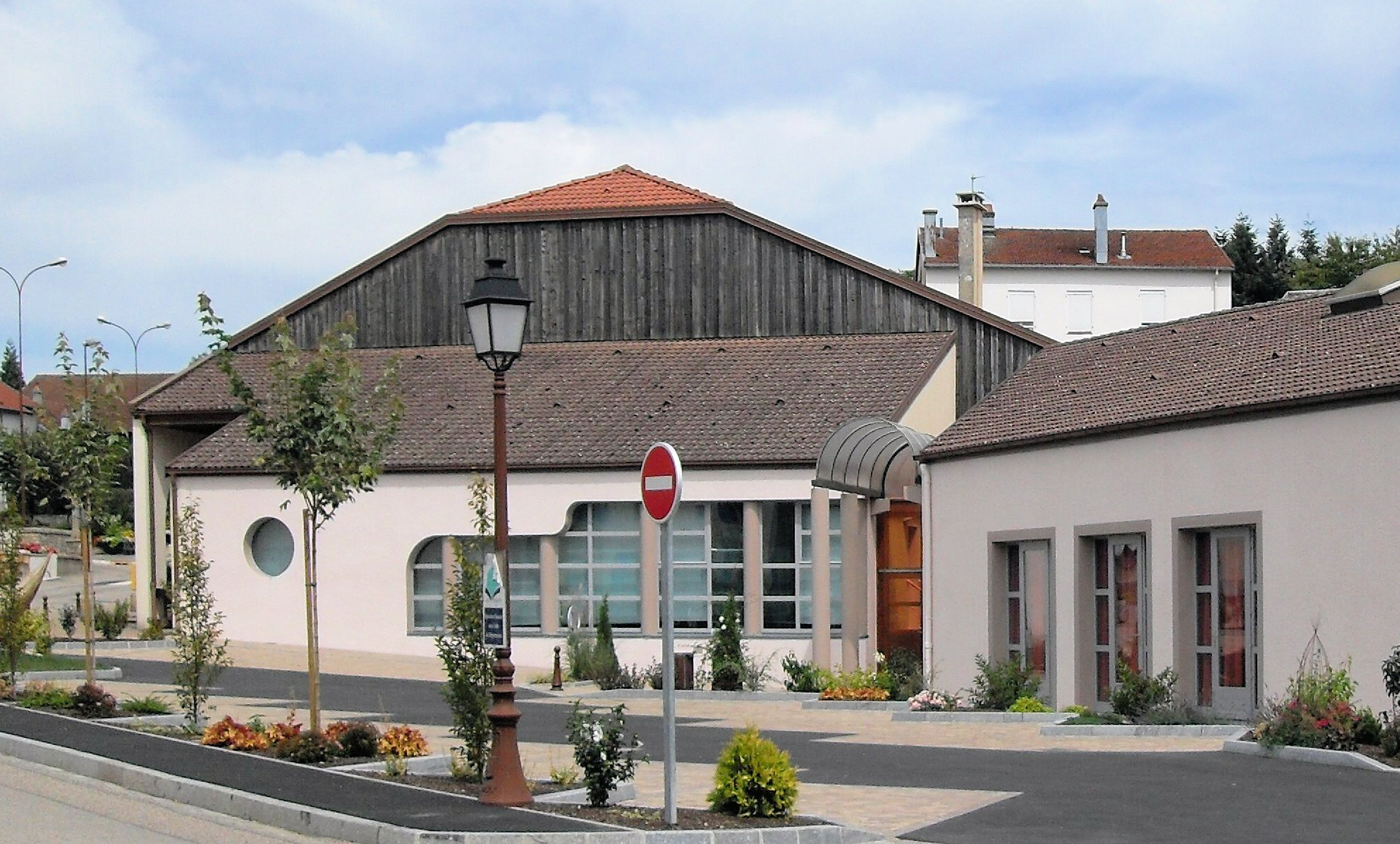
La mairie.

### Rattachements administratifs et électoraux

#### Rattachements administratifs
La commune se trouve  dans l'arrondissement d'Épinal du département des Vosges.
Elle faisait partie de 1793 à 1973 du canton d'Épinal, année où celui-ci est scindé et la commune rattachée au canton d'Épinal-Est. Dans le cadre du redécoupage cantonal de 2014 en France, cette circonscription administrative territoriale a disparu, et le canton n'est plus qu'une circonscription électorale.

#### Rattachements électoraux
Pour les élections départementales, la commune fait partie depuis 2014 du canton d'Épinal-2.
Pour l'élection des députés, elle fait partie de la première circonscription des Vosges.

### Intercommunalité
Jeuxey était membre de la petite communauté de communes Est-Épinal Développement, un établissement public de coopération intercommunale (EPCI) à fiscalité propre créé en 2001 et auquel la commune avait transféré un certain nombre de ses compétences, dans les conditions déterminées par le code général des collectivités territoriales.
Conformément aux prescriptions de la loi de réforme des collectivités territoriales du 16 décembre 2010, qui a prévu le renforcement et la simplification des intercommunalités et la constitution de structures intercommunales de grande taille, celle-ci a fusionné avec ses voisines pour former, le 1er janvier 2013 la communauté d'agglomération d'Épinal, dont est désormais membre la commune.

### Liste des maires
| Période                                  | Période  | Identité       | Étiquette | Qualité                                                                                               |
| ---------------------------------------- | -------- | -------------- | --------- | --- |
| Les données manquantes sont à compléter. |          |                |           | |
|                                          |          |                |           | |
| 1994                                     | mai 2020 | Henri Vouaux   |           | Président de la CC Est-Épinal Développement (? → 2012) Vice-président de la CA d'Épinal (2013 → 2020) |
| mai 2020                                 | En cours | Oreste Timotéo |           | Professeur des écoles, instituteur ou assimilé Date à jour=                                           |

### Finances communales
En 2022, le budget de la commune était constitué ainsi :
- total des produits de fonctionnement : 1 075 000 €, soit 1 538 € par habitant ;
- total des charges de fonctionnement : 876 000 €, soit 1 254 € par habitant ;
- total des ressources d'investissement : 1 051 000 €, soit 1 503 € par habitant ;
- total des emplois d'investissement : 1 271 000 €, soit 1 818 € par habitant ;
- endettement : 948 000 €, soit 1 356 € par habitant.

Avec les taux de fiscalité suivants :
- taxe d'habitation : 2,21 % ;
- taxe foncière sur les propriétés bâties : 33,39 % ;
- taxe foncière sur les propriétés non bâties : 11,76 % ;
- taxe additionnelle à la taxe foncière sur les propriétés non bâties : 0,00 % ;
- cotisation foncière des entreprises : 0,00 %.

Chiffres clés Revenus et pauvreté des ménages en 2021 : médiane en 2021 du revenu disponible, par unité de consommation : 25 280 €.

## Équipements et services publics

### Enseignement
Établissements d'enseignements :
- Écoles maternelles et primaires à Jeuxey, Deyvillers, Épinal.
- Collèges à Épinal, Golbey.
- Lycées à Épinal.

### Santé
Professionnels et établissements de santé :
- Médecins à Deyvillers, Dogneville, Épinal.
- Pharmacies à Deyvillers, Dogneville, Épinal.
- L'hôpital le plus proche est le centre hospitalier Émile-Durkheim situé dans la ville voisine d'Épinal.

## Population et société

### Démographie

#### Évolution démographique
L'évolution du nombre d'habitants est connue à travers les recensements de la population effectués dans la commune depuis 1793. Pour les communes de moins de 10 000 habitants, une enquête de recensement portant sur toute la population est réalisée tous les cinq ans, les populations de référence des années intermédiaires étant quant à elles estimées par interpolation ou extrapolation. Pour la commune, le premier recensement exhaustif entrant dans le cadre du nouveau dispositif a été réalisé en 2006.

En 2022, la commune comptait 663 habitants, en évolution de −3,77 % par rapport à 2016 (Vosges : −2,96 %, France hors Mayotte : +2,11 %).
| 1793 | 1800 | 1806 | 1821 | 1831 | 1836 | 1841 | 1846 | 1856 |
| ---- | ---- | ---- | ---- | ---- | ---- | ---- | ---- | ---- |
| 282  | 307  | 327  | 403  | 456  | 480  | 462  | 468  | 460  |

| 1861 | 1866 | 1876 | 1881 | 1886 | 1891 | 1896 | 1901 | 1906 |
| ---- | ---- | ---- | ---- | ---- | ---- | ---- | ---- | ---- |
| 491  | 459  | 516  | 474  | 477  | 538  | 614  | 486  | 477  |

| 1911 | 1921 | 1926 | 1931 | 1936 | 1946 | 1954 | 1962 | 1968 |
| ---- | ---- | ---- | ---- | ---- | ---- | ---- | ---- | ---- |
| 528  | 436  | 463  | 443  | 408  | 415  | 480  | 508  | 550  |

| 1975 | 1982 | 1990 | 1999 | 2006 | 2011 | 2016 | 2021 | 2022 |
| ---- | ---- | ---- | ---- | ---- | ---- | ---- | ---- | ---- |
| 596  | 657  | 699  | 688  | 664  | 683  | 689  | 671  | 663  |

### Cultes
- Culte catholique, Paroisse Saint-Auger[28], Diocèse de Saint-Dié.

## Économie

### Agriculture
- Élevage de vaches laitières.

### Tourisme
- Hébergements et restauration à Épinal, Sanchey, Cheniménil, Pouxeux, Tendon.
- Le château de Failloux[29].

### Commerces
- Commerces et services de proximité.

## Culture locale et patrimoine

### Lieux et monuments
- Château de Failloux, maison de maître qui servait de logis seigneurial.

Ses grilles de Jean Lamour.
Parc à la française d'un hectare.
2 Pigeonniers.
- Église Saint-Guérin,

avec son orgue de 1886 de Nicolas-Théodore Jaquot,.
Chaire à prêcher et chandeliers XVIIIe siècle.
- Fort des Adelphes[34],[35], ou fort Richepance : ancien fort Séré de Rivières construit entre 1883 et 1885. Il a hébergé l'escadron de guerre électronique 48/530  de l'Armée de l'Air dissout le 24 juin 2014. Les antennes du Polygone de Guerre Électronique demeurent néanmoins sur le fort.
- Monument aux morts[36] : Conflits commémorés Guerre 1914-1918.
- La cloche de l’école désormais à l’intérieur de la mairie[37].

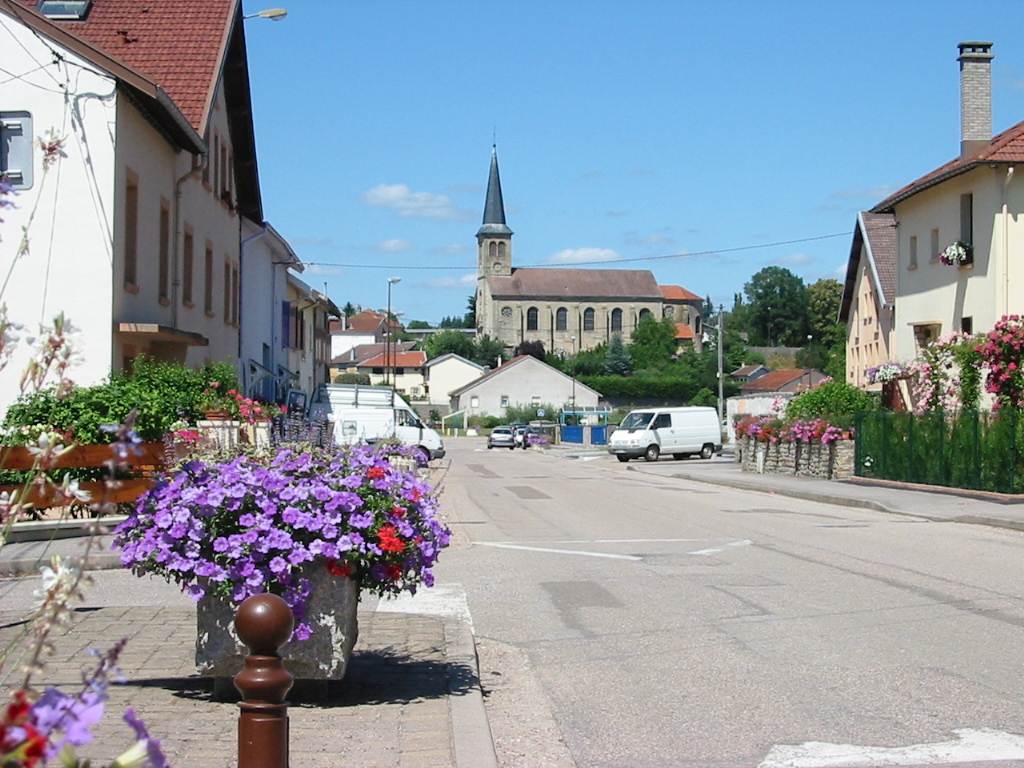
Le centre de Jeuxey[38].
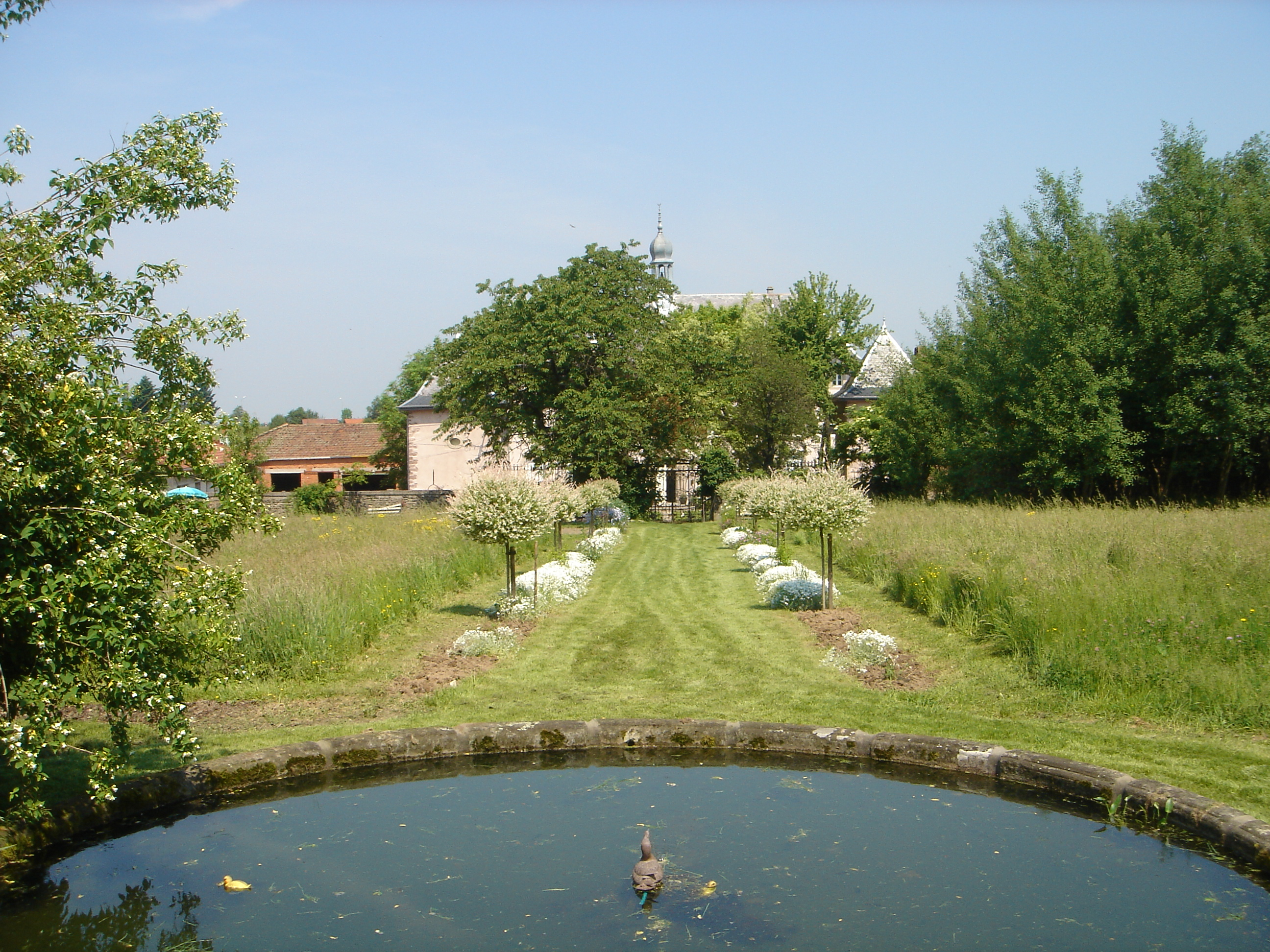
La façade sud du Château vue du parc.
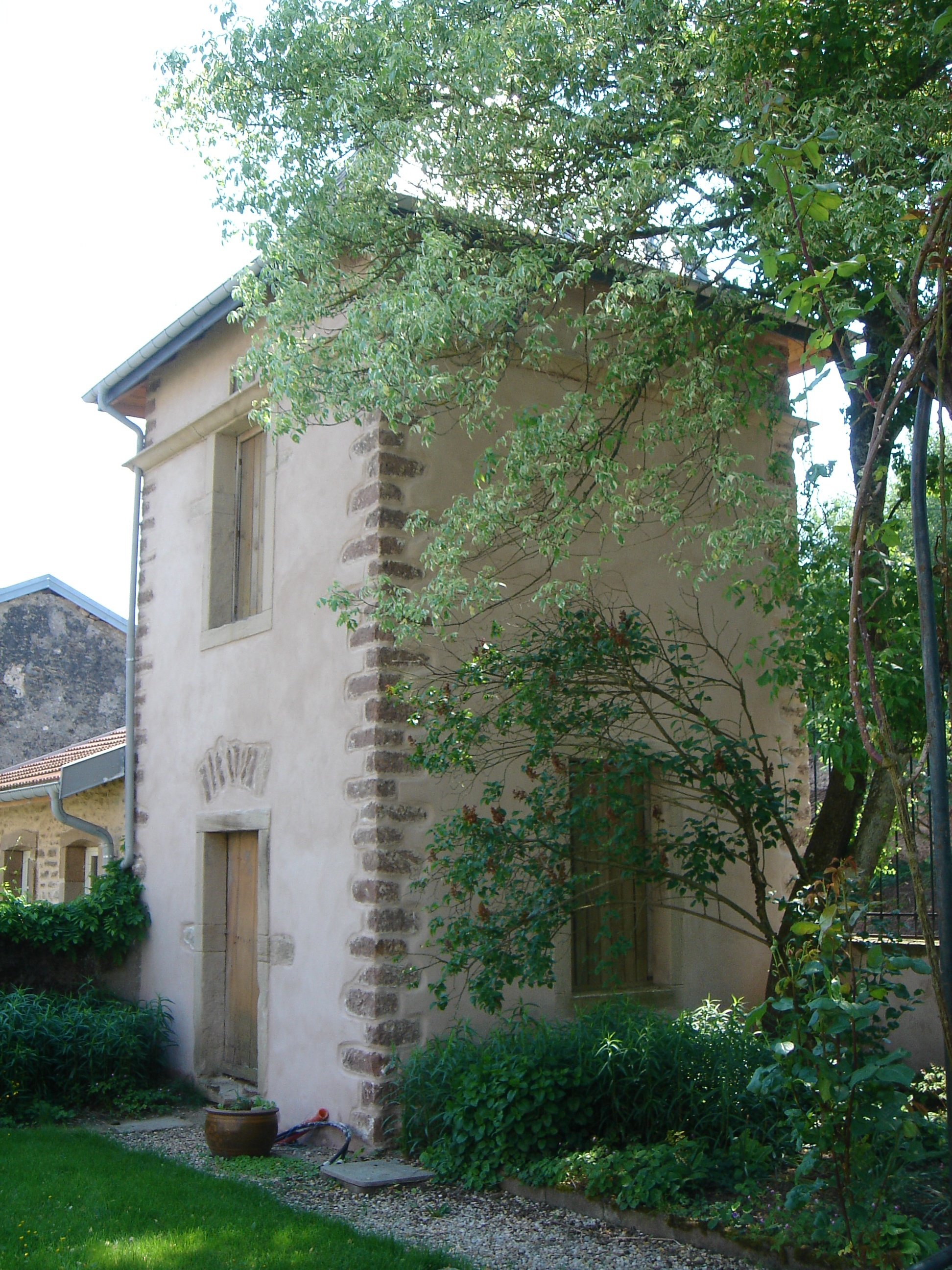
Un des deux pigeonniers qui sont situés de part et d'autre de la grille d'entrée du château.

### Héraldique
| Blason de Jeuxey | Blason  | De sable au lion d'or armé et lampassé de gueules, à la bordure aussi d’or.                                                                     |
| Blason de Jeuxey | Détails | Ce sont les armes de la famille Jeuxey, d’ancienne chevalerie, qui donna son nom à la commune. Le statut officiel du blason reste à déterminer. |

## Pour approfondir